# ماسوالا مدغشقرية
ماسوالا مدغشقرية (الاسم العلمي:Masoala madagascariensis) هي نوع من النبات يتبع جنس الماسوالا من الفصيلة الفوفلية.